# 李松涛 (美术史家)
李松涛（1931年—），笔名李松，男，天津人，中国美术史家，曾任中国美术家协会理事。